# 新地町

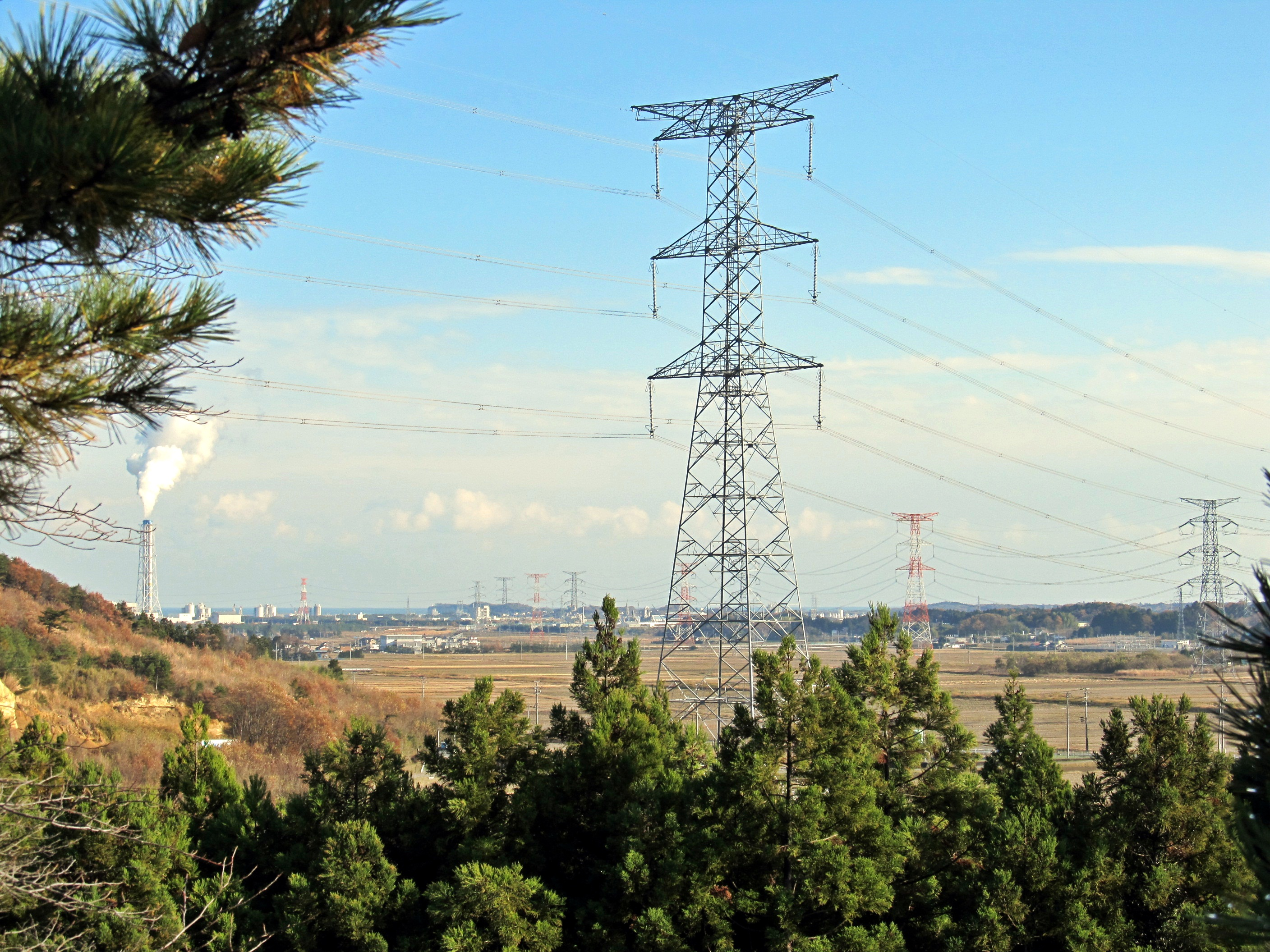
羽山公園からの眺め、左側には新地火力発電所が見える。（2012年12月1日）

新地町（しんちまち）は、福島県浜通りに位置し、相馬郡に属する町。

## 地理
- 山岳：鹿狼山、五社壇、地蔵森
- 河川：埒川、三滝川、砂子田川、濁川、立田川、地蔵川
- 湖沼：鴻の巣ダム、十三奉行溜池、武井溜池
- 海：太平洋

福島県浜通りの最北、かつ相馬郡の最北にあり、南北に貫く国道6号が町の主要な道路になっている。役場は町の北部の常磐線新地駅付近にあり図書館や郵便局などの町の機能のいくつかが点在する。
いくつかの河川が東流して町を横切り、東接する太平洋に注ぐ。南接する相馬市とは重要港湾相馬港を共有し、同港の北半分ほどにあたる埠頭部分が町域に含まれる。町の西端は400m程の丘陵で宮城県伊具郡丸森町と接する。北接する宮城県亘理郡とは距離も近く交流も深い。
藩政時代は、現在の福島県内において唯一仙台藩領であり、中村藩領であった相馬市とは文化・習俗(例えば相馬野馬追には参加しない)等の面で異なる点が多々ある。よって方言学において新地町は仙台弁地域に分類される。初代宇多・行方郡長を務めた大須賀次郎（筠軒）は、着任直後の明治12年（1879年）に宇多郡内を巡察した際の感想を「今日巡視する処、真弓組・谷地小屋組八村及び駒ヶ嶺村の如き、仙藩に属する処なり。習慣の風俗、自ら相馬の旧封の人民と異なるものあり。言語の如きも判然別あり」と記している。
総務省統計局による都市圏基準では相馬市と同様「仙台大都市圏」に含まれるため、仙台市のベッドタウンと見なされることがある。テレビ・ラジオともに福島の放送局だけでなく仙台の放送局の受信も可能。

### 人口
| 新地町（に相当する地域）の人口の推移 \| 1970年（昭和45年） \| 8,646人 \| \| \| 1975年（昭和50年） \| 8,617人 \| \| \| 1980年（昭和55年） \| 8,704人 \| \| \| 1985年（昭和60年） \| 8,876人 \| \| \| 1990年（平成2年） \| 8,904人 \| \| \| 1995年（平成7年） \| 9,093人 \| \| \| 2000年（平成12年） \| 9,017人 \| \| \| 2005年（平成17年） \| 8,584人 \| \| \| 2010年（平成22年） \| 8,224人 \| \| \| 2015年（平成27年） \| 8,218人 \| \| \| 2020年（令和2年） \| 7,905人 \| \| |         |  |
| 総務省統計局 国勢調査より |         |  |
| 1970年（昭和45年） | 8,646人 |  |
| 1975年（昭和50年） | 8,617人 |  |
| 1980年（昭和55年） | 8,704人 |  |
| 1985年（昭和60年） | 8,876人 |  |
| 1990年（平成2年） | 8,904人 |  |
| 1995年（平成7年） | 9,093人 |  |
| 2000年（平成12年） | 9,017人 |  |
| 2005年（平成17年） | 8,584人 |  |
| 2010年（平成22年） | 8,224人 |  |
| 2015年（平成27年） | 8,218人 |  |
| 2020年（令和2年） | 7,905人 |  |

## 歴史

### 沿革
- 1889年（明治22年）4月1日 - 谷地小屋村・今泉村・小川村・杉目村・大戸浜の計5か村が合併して宇多郡新地村が発足。
- 1896年（明治29年）4月1日 - 宇多郡と行方郡が合併して相馬郡が発足。相馬郡新地村となる。
- 1954年（昭和29年）8月20日 - 駒ヶ嶺村・福田村と合併し、新制の新地村となる。
- 1971年（昭和46年）8月1日 - 町制施行し、新地町となる。
- 1994年（平成6年）4月 - 新地発電所1号機営業運転開始。
- 2011年（平成23年）3月11日 - 東北地方太平洋沖地震により発生した大津波が襲来。死者116名、住宅全半壊577戸。常磐線新地駅や史蹟・観海堂が流失するなど、町の沿岸部に甚大な被害をもたらした。
- 2020年（令和2年）11月28日 - 新地駅周辺市街地整備事業竣工式[1]。
- 2021年（令和3年） - 税収の増加により、地方交付税（普通交付税）を受け取らずに財政運営できる不交付団体となった[2]（2024年（令和6年まで）[3]）。

## 行政

### 首長

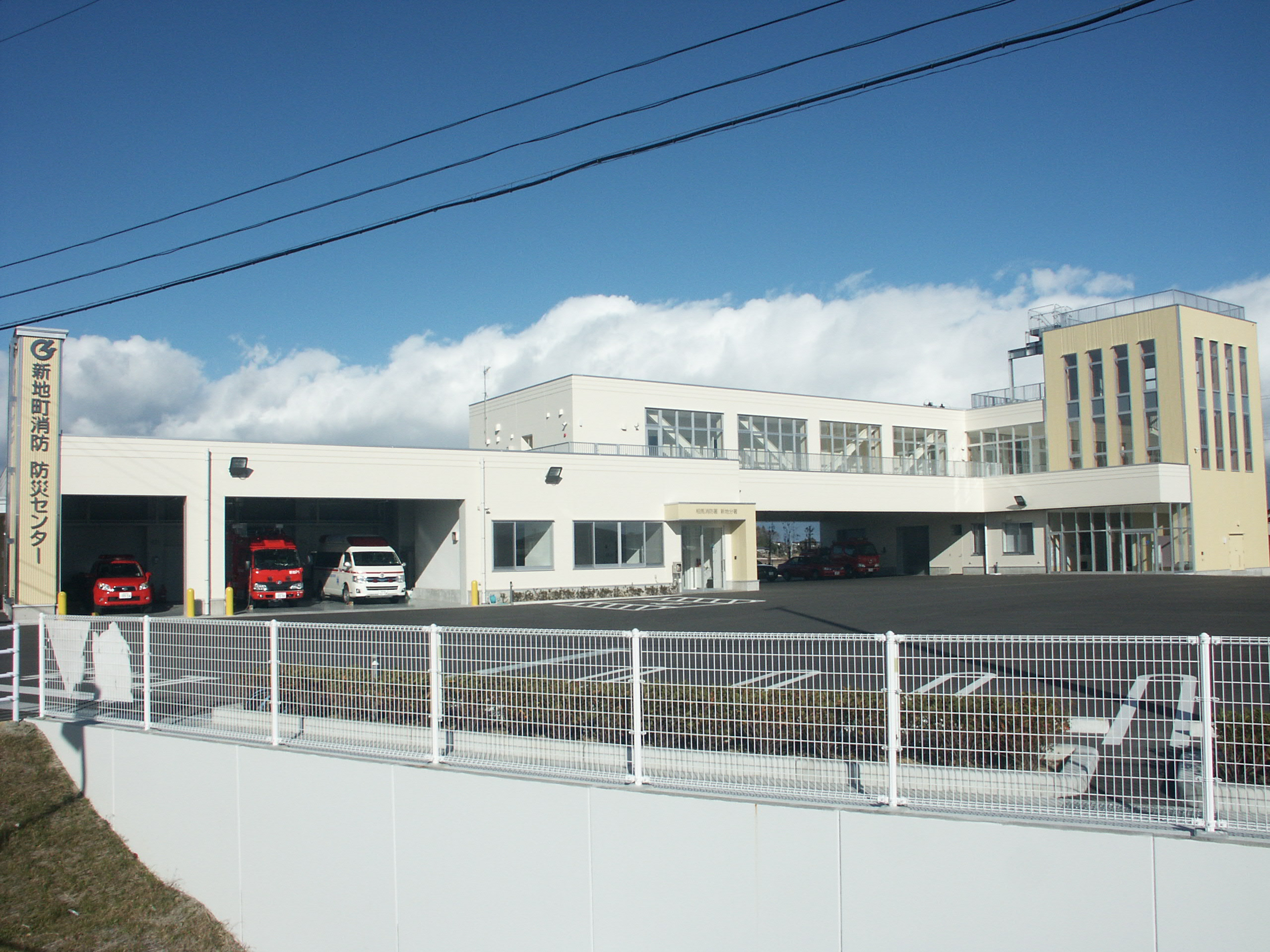
相馬消防署新地分署（2016年12月10日）

- 歴代村長

昭和の合併以前
| 代 | 氏名     | 就任                     | 退任                      | 備考 |
| -- | -------- | ------------------------ | ------------------------- | ---- |
| 1  | 大堀契治 | 明治22年（1889年）7月5日 | 明治26年（1893年）7月4日  |      |
| 2  | 松谷昌平 | 明治26年（1893年）7月5日 | 明治34年（1901年）7月7日  |      |
| 3  | 黒田豊   | 明治34年（1901年）7月8日 | 明治42年（1909年）7月7日  |      |
| 4  | 清野雄   | 明治42年（1909年）7月8日 | 大正7年（1918年）         |      |
| 5  | 目黒平治 | 大正7年（1918年）        | 大正15年（1926年）        |      |
| 6  | 水戸庄蔵 | 大正15年（1926年）       | 昭和5年（1930年）         |      |
| 7  | 目黒親次 | 昭和5年（1930年）        | 昭和9年（1934年）         |      |
| 8  | 黒沢秀造 | 昭和9年（1934年）        | 昭和11年（1936年）        |      |
| 9  | 目黒平治 | 昭和11年（1936年）       | 昭和14年（1939年）        | 再任 |
| 10 | 水戸庄蔵 | 昭和14年（1939年）       | 昭和17年（1942年）        | 再任 |
| 11 | 清野敏   | 昭和17年（1942年）       | 昭和20年（1945年）        |      |
| 12 | 加藤酉治 | 昭和20年（1945年）       | 昭和21年（1946年）        |      |
| 13 | 伊藤広忠 | 昭和22年（1947年）       | 昭和26年（1951年）        |      |
| 14 | 黒沢正造 | 昭和26年（1951年）       | 昭和29年（1954年）8月19日 |      |

昭和の合併以後
| 代 | 氏名     | 就任                      | 退任                      | 備考         |
| -- | -------- | ------------------------- | ------------------------- | ------------ |
| 1  | 佐藤清平 | 昭和29年（1954年）9月26日 | 昭和37年（1962年）9月25日 | 元・福田村長 |
| 2  | 黒沢正造 | 昭和37年（1962年）9月26日 | 昭和41年（1966年）9月25日 |              |
| 3  | 橋本正一 | 昭和41年（1966年）9月26日 | 昭和46年（1971年）7月31日 |              |

- 歴代町長

| 代 | 氏名     | 就任                      | 退任                      | 備考         |
| -- | -------- | ------------------------- | ------------------------- | ------------ |
| 1  | 橋本正一 | 昭和46年（1971年）8月1日  | 昭和57年（1982年）9月25日 | 村長より留任 |
| 2  | 荒和英   | 昭和57年（1982年）9月26日 | 平成14年（2002年）9月25日 |              |
| 3  | 加藤憲郎 | 平成14年（2002年）9月26日 | 平成30年（2018年）9月25日 |              |
| 4  | 大堀武   | 平成30年（2018年）9月26日 | 現職                      | 出典         |

### 姉妹都市・提携都市
- 伊達市（北海道）

ふるさと姉妹都市。1982年7月21日締結

### 町章
- 新地の「しん」を図案化して町の融和と団結を象徴したもの[5]

## 郵便
- 新地郵便局（集配局）
- 駒ヶ嶺郵便局
- 釣師浜郵便局 ※震災により流失（参考[6]）
- 福田郵便局
- 新地菅谷簡易郵便局

## 地域

### 教育

#### 小学校
- 新地町立新地小学校
- 新地町立福田小学校
- 新地町立駒ケ嶺小学校

#### 中学校
- 新地町立尚英中学校

## 交通

### 空港
仙台空港が比較的利用しやすい。福島県内には福島空港もある。

### 鉄道路線
- JR東日本
  - 常磐線：駒ケ嶺駅 - 新地駅

2011年3月11日に発生した東日本大震災により新地駅舎および周辺の線路等が流失したため、長期営業休止となっていたが、2016年12月10日に運転再開された。

### バス
- 新地町のりあいタクシー『しんちゃんGO』（2004年10月より運行）[7]
  - 以前は福島交通の路線バスが町内を運行していたが、現在は運行していない。

仙台市方面と利用可能であった高速バスは、福島交通と宮城交通が運行する仙台 - 相馬線は2016年（平成28年）12月9日の運行をもって路線廃止、東北アクセス（旧・はらまち旅行）が運行する南相馬 - 仙台線は2017年（平成29年）1月31日の運行をもって停留所廃止となった。
新地インターチェンジ付近では高速バスターミナルの整備が行われており、町は高速バス停車を要望している。

### 道路
高速道路
- E6常磐自動車道
  - （相馬市） - (24)新地IC - （宮城県亘理郡山元町）

一般国道
- 国道6号
  - 北方面 - 山元・亘理・岩沼・国道4号・名取・仙台
  - 南方面 - 相馬・南相馬・浪江・双葉・大熊・富岡・楢葉・広野・いわき・日立・水戸・土浦・東京
- 国道113号

主要地方道
- 福島県道38号相馬亘理線

一般県道
- 福島県道103号金山新地停車場線
- 福島県道171号新地停車場釣師線
- 福島県道273号赤柴中島線
- 福島県道389号相馬港線
- 福島県道394号相馬新地線（旧国道6号）

## 名所・旧跡・神社・仏閣・観光スポット・祭事・催事

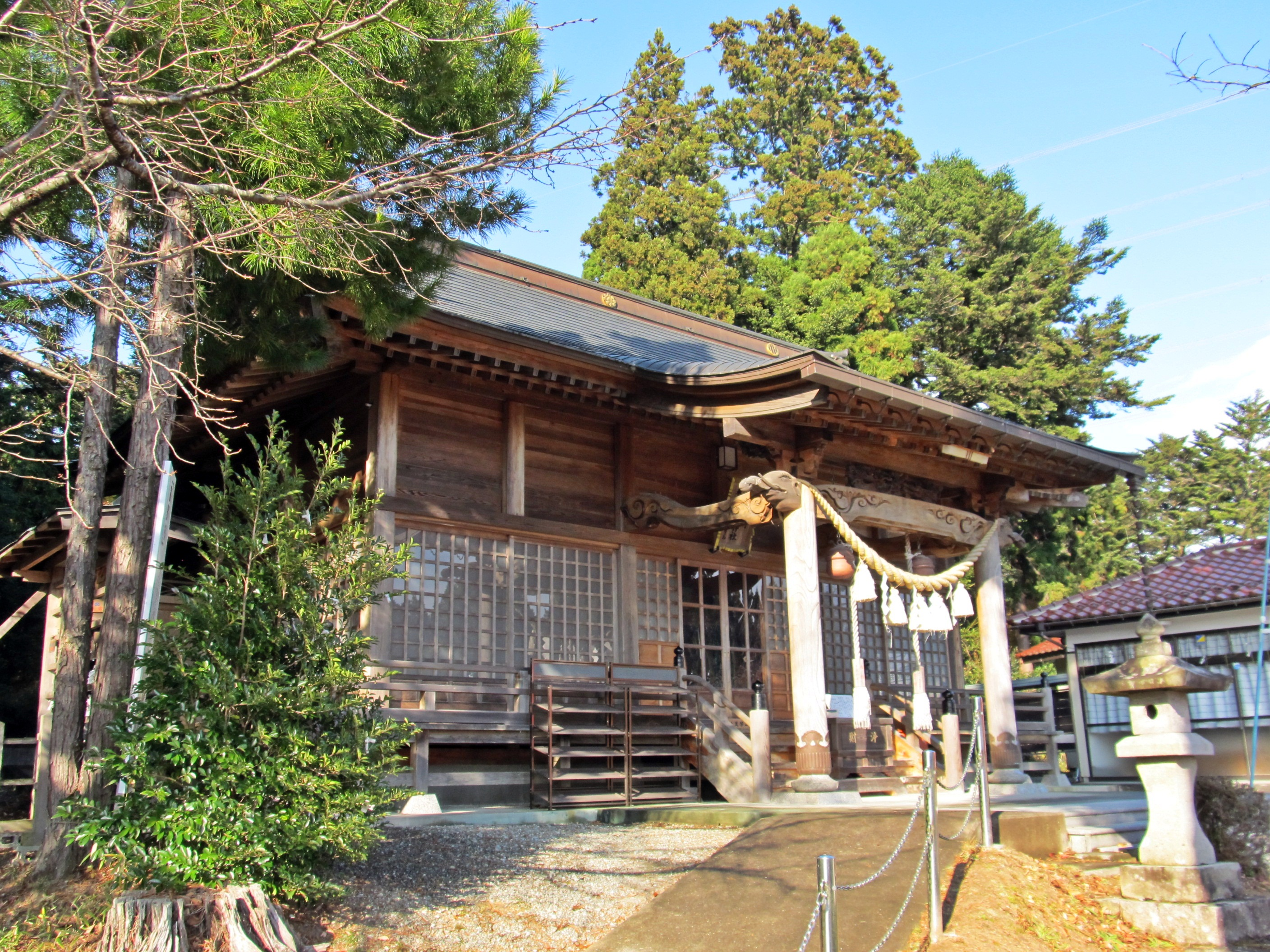
子眉嶺神社拝殿（2012年12月1日）

### 名所・旧跡
- 釣師浜海水浴場
- 鹿狼山 - うつくしま百名山
- 観海堂 - 福島県初の共立学校。東日本大震災により流失。
- 右近清水 - 平成の名水百選
- 真弓清水
- いっぱい清水
- 新地貝塚
- 三貫地貝塚
- 谷地小屋城（新地要害）址
- 駒ヶ嶺城址
- 御殿岬・戊辰戦役跡

### 神社・仏閣
- 奥之相善宮子眉嶺神社
- 二羽渡神社
- あんこ地蔵尊
- 福田諏訪神社

### 観光スポット
- わくわくランド（相馬共同火力新地発電所内）
- 相馬地域開発記念緑地
- 新地町総合運動公園
- 新地パークゴルフ場
- 鹿狼山パークゴルフ倶楽部
- 鹿狼の湯
- 天然温泉つるしの湯

### 祭事
- 福田十二神楽（福島県指定重要無形民俗文化財）
- 小川自治会あんこ地蔵尊盆踊り大会

### 催事
- 鹿狼山元朝登山・釣師浜から初日の出を見る会（1月1日）
- 遊海しんち（8月上旬）
- やるしかねぇべ祭り
- 新地町文化祭
- 新地町産業まつり

## 出身有名人
- 荒芳樹 - 作曲家、編曲家
- 遠藤新 - 建築家
- 高野孟矩 - 司法官
- 本田俊介 - NHKアナウンサー
- 鈴木義伯 - 元東京証券取引所常務取締役最高情報責任者
- 横山孝雄 - 漫画家（出生地は、中華民国北平市。）

## 震災時の画像

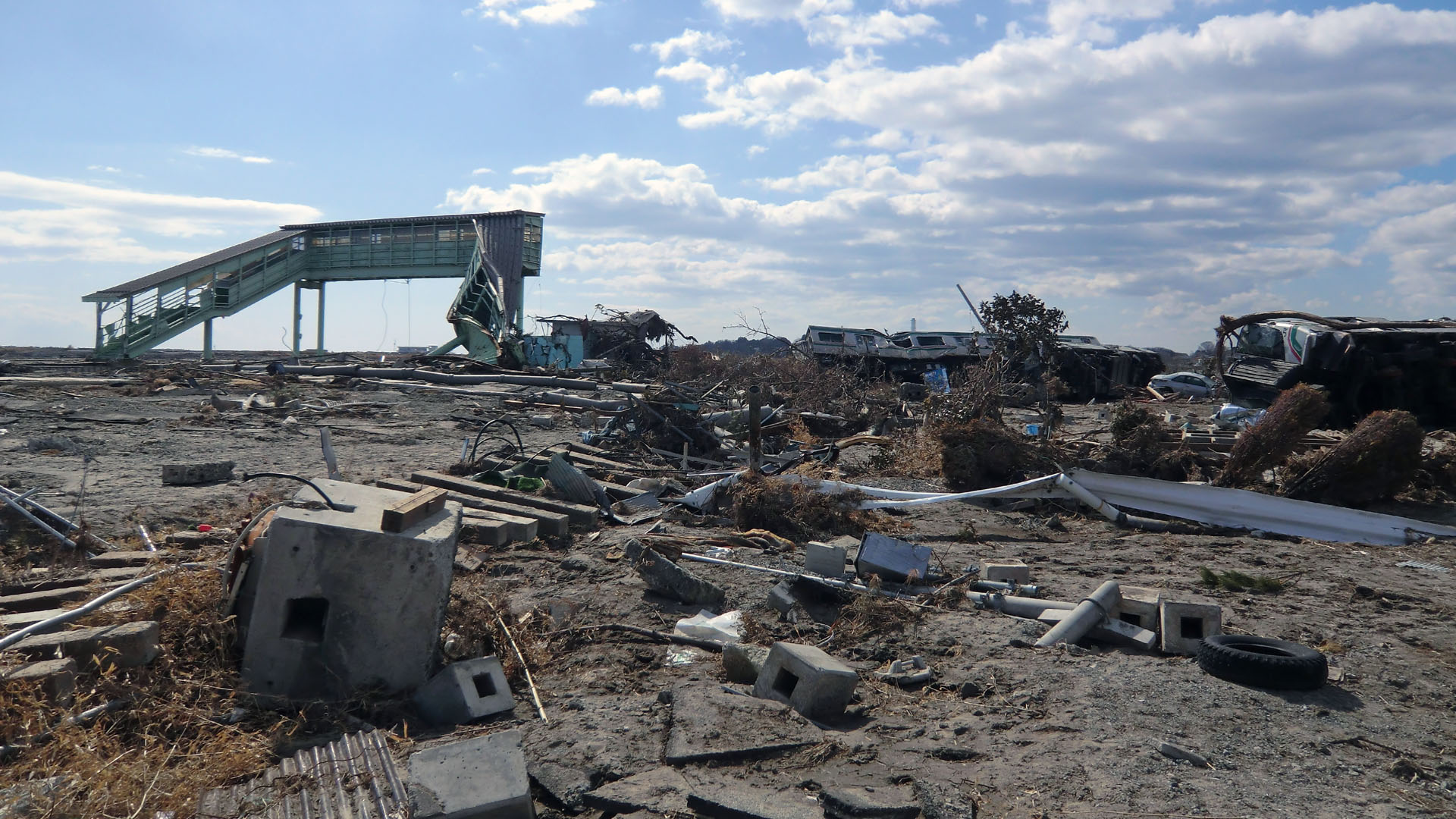
津波の直撃を受けた常磐線新地駅
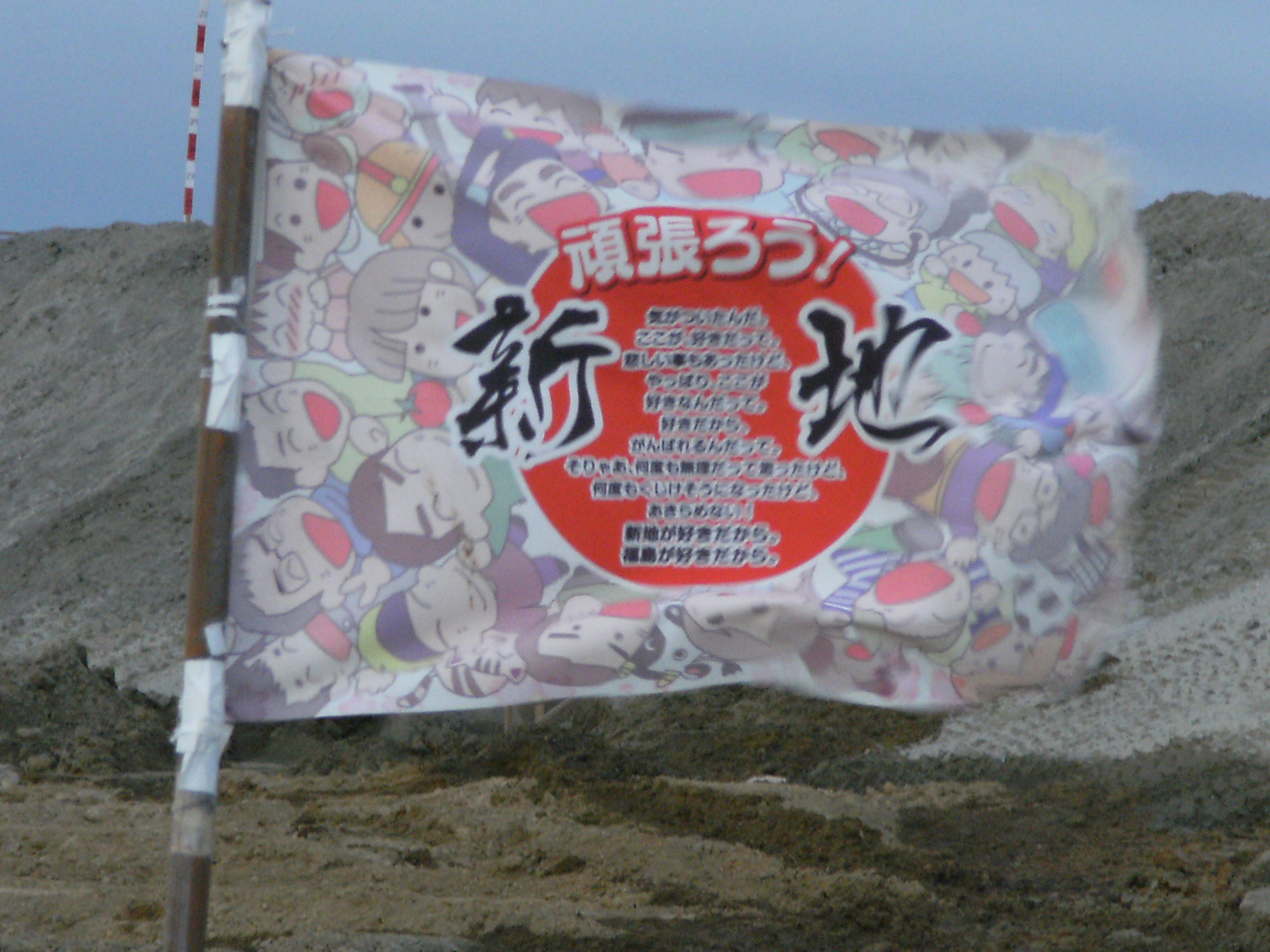
町内に立てられている復興フラッグ